# Fâchin
Fâchin este o comună în departamentul Nièvre din centrul Franței. În 2009 avea o populație de 115 de locuitori.

## Evoluția populației
| An        | 1975 | 1982 | 1990 | 1999 | 2006 | 2009 |
| --------- | ---- | ---- | ---- | ---- | ---- | ---- |
| Populație | 147  | 147  | 119  | 105  | 112  | 115  |